# EFE
Agencia EFE, S.A. er et spansk nyhedsbureau, som er det største spansksprogede og samtidig verdens fjerdestørste nyhedsbureau efter Associated Press, Reuters og Agence France-Presse. EFE blev oprettet i 1939 af daværende indenrigsminister Ramón Serrano Súñer-
Agencia EFE dækker alle stofområder og leverer til trykte medier, radio, tv og internet. Det producerer omkring tre millioner nyhedshistorier om året og beskæftiger 3.000 journalister fra 60 nationaliteter. Agencia EFE er til stede i 180 byer i 120 lande og har fire større redaktioner: Madrid, Bogotá, Cairo (arabisk), og Rio de Janeiro (portugisisk).

## Historie
Nyhedsbureauets historie går tilbage til 1865, hvor Centro de Corresponsales blev oprettet - det første nyhedsbureau i Spanien. I 1870 blev der underskrevet en samarbejdsaftale med det franske agentur Havas. Med denne aftale fik man rettighederne til at distribuere Havas' internationale nyheder på det spanske marked. I 1919 blev nyhedsbureauet Fabra oprettet, idet Havas blev medejer af Centro de Corresponsales. Havas trak sig ud af selskabet i 1926.
EFE blev officielt grundlagt i Burgos i 1939. Burgos var hovedkvarter for diktator Francisco Franco. Bureauets grundlægger, indenrigsminister Ramón Serrano Suñer, var svoger til Franco og bad journalisten Vicente Gallego om at igangsætte projektet. 
Den 3. januar 1939 erklærede markisen af Torrehoyos Celedonio de Noriega Ruiz og journalist Luis Amato de Ibarrola – begge juridiske repræsentanter for Fabra-bureauet – over for notaren José María Hortelano, at de var blevet enige om at oprette et selskab med navnet Agencia EFE S.A. Fabra-bureauet bidrog med sine rettigheder og sit navn. På denne måde kunne det nye bureau optages i et samarbejde med 30 andre nyhedsbureauer, hvis vedtægter foreskrev, at kun ét bureau pr. land kunne være medlem af sammenslutningen.